# Paloma Faith
Paloma Faith (Hackney, Londres, Inglaterra, 21 de julio de 1981) es una cantante y actriz británica de soul, soft rock y pop.

## Inicios
Paloma Faith es hija de madre inglesa y padre español nacida en Hackney, Londres. Se formó en varios campos artísticos: ayudante de espectáculos de magia, formación en baile contemporáneo, formación en artes plásticas, espectáculos de bailes y actriz.
Al inicio de su carrera musical, comenzó versionando a los cantantes de blues y soul que ella admiraba, hasta que finalmente encontró su propio estilo vocal.

## Carrera

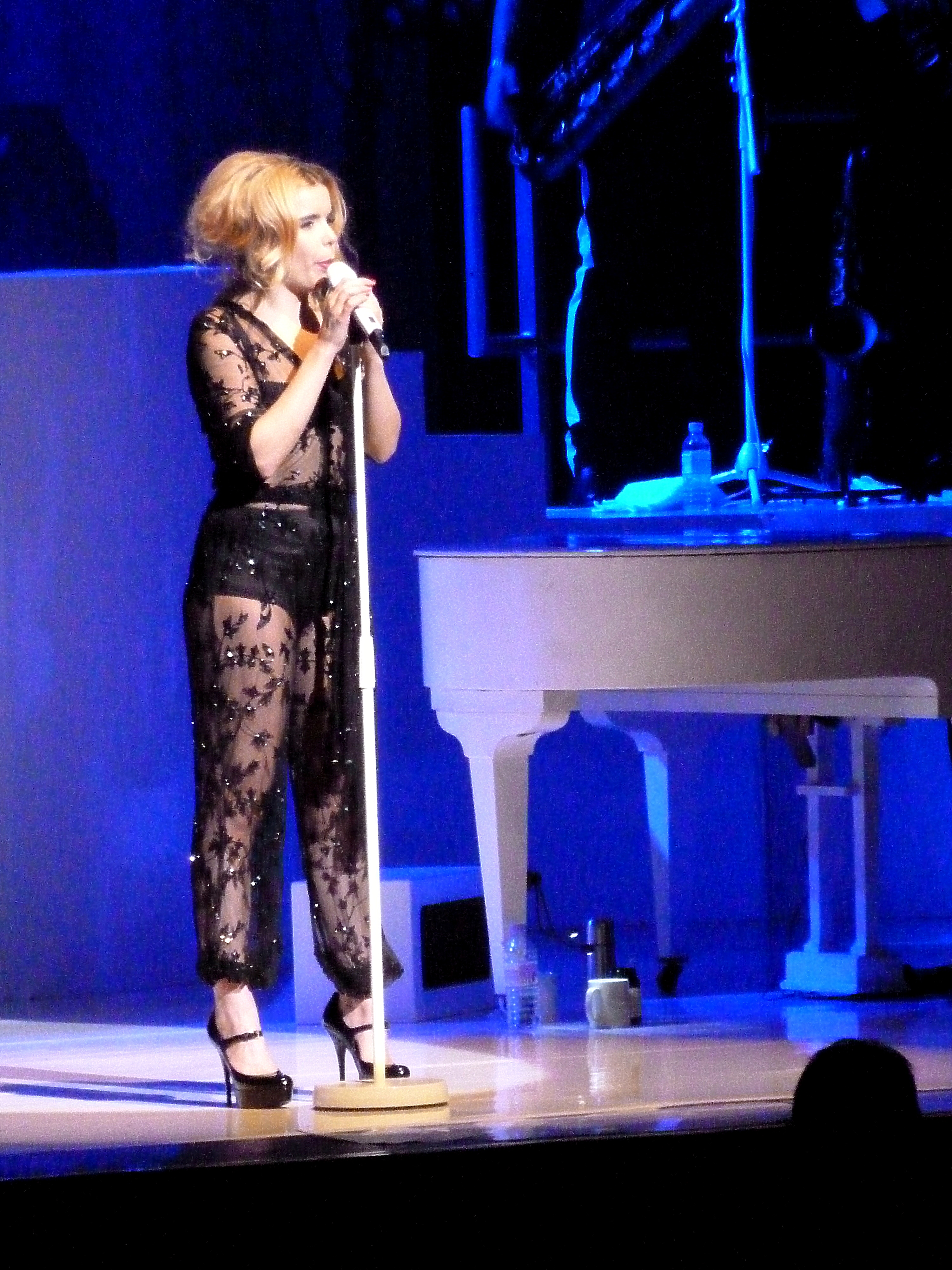
Paloma Faith en concierto en The Liverpool Empire Theatre el 4 de noviembre de 2014.

La canción con la que Faith se da a conocer fue «It's Christmas (And I Hate You)», en un dueto con Josh Weller. En junio de 2009, actuó en vivo en el programa de la BBC Radio 2 Introduces..., donde le realizó su primera entrevista el presentador Dermot O'Leary.
Siu primer sencillo «Stone Cold Sober» debutó en la posición 17 de la lista británica. A continuación, realizó numerosas actuaciones en festivales del verano de 2009.
Faith sacó al mercado su primer disco, Do You Want the Truth or Something Beautiful? en septiembre de 2009. Escribió las canciones del disco en Gran Bretaña, Suecia y Estados Unidos. Toda la grabación y postproducción del disco la hizo en Londres.
A comienzos de 2011, Paloma fue nominada para los Brit Awards como mejor solista británica junto a Cheryl Cole; ganó el certamen de artista mejor vestida de la premiación y actuó junto a Cee lo Green. Su segundo álbum musical, llamado Fall to Grace, que se publicó en mayo de 2012, fue reeditado en octubre del mismo año. El 28 de septiembre de 2012 fue lanzado su versión de «Never Tear Us Apart», original de INXS logrando el número 16 en el Reino Unido. En marzo de 2014, se editó su tercer álbum A Perfect Contradiction del que se desprenden sencillos como «Can't Rely on You» y «Only Love Can Hurt Like This» que logró ingresar en el top 10 de Nueva Zelanda, Reino Unido y en el número uno en Australia. Sin duda es el sencillo más exitoso en toda su carrera artística vendiendo más de 60,000 copias y consiguiendo 3 certificaciones de disco platino en Australia y en los BRIT Awards 2014 obtuvo el premio a Mejor Solista Femenina Británica. Ayudó profesionalmente a Lianne La Havas.
En junio de 2015, Faith confirmó que había comenzado el proceso de crear su cuarto álbum de estudio. Hizo referencia a Jimi Hendrix y Janis Joplin como inspiraciones para el disco. En agosto de 2015, se anunció que Faith se convertiría en entrenadora en The Voice UK. Además de su papel en el programa, Faith lanzó su propia compañía de gestión y publicación. 
En agosto de 2017, Faith regresó con el sencillo principal "Crybaby" de su cuarto álbum titulado The Architect. El álbum fue lanzado más tarde en noviembre, debutando en el número uno en la lista de álbumes del Reino Unido, convirtiéndose en el primer álbum de Faith en la lista de éxitos del Reino Unido. Se han lanzado otros tres singles del álbum: "Guilty", "'Til I'm Done" y "Warrior". En febrero de 2018, Faith lanzó una colaboración con DJ Sigala, "Lullaby", que se ubicó en el número seis en el Reino Unido, convirtiéndose en su cuarto sencillo entre los diez primeros como artista principal y quinto en general. Al mes siguiente, Faith cubrió la canción de 1960 "Make Your Own Kind of Music" de Mama Cass. Apareció en un comercial de televisión de Škoda, que se jugó durante todo el año, lo que provocó que la pista se ubicara en el número 28 en el Reino Unido. En noviembre de 2018, Faith lanzó una nueva edición "Zeitgeist Edition" de The Architect, con seis nuevas canciones que incluyen "Make Your Own Kind of Music", "Lullaby" y "Loyal".
En el 2019 volvió a participar en un comercial de Skoda cubriendo el tema "I've Gotta Be Me" de Sammy Davis Jr junto a varios artistas del Reino Unido, se anunció que reempalzará a Jessie J en The Voice Kids 2020 y en enero de 2020 se inicia el rodaje de la segunda temporada de Pennyworth.
El 31 de agosto de 2020 anunció su nuevo álbum "Infinite Things" que se espera sea lanzado en octubre de 2020 Paloma dijo a de Guardian "quiero escribir canciones de amor más realistas".

## Vida personal
Faith se casó con el chef neozelandés Rian Haynes en 2005, aunque se separaron tras 8 meses y se divorciaron en 2009. Más tarde habló de ese matrimonio: "Fue algo juvenil y frívolo. Estábamos a comienzos de nuestros años 20 y lo hicimos todo muy rápido y nos dimos cuenta de que era un error. Aún estamos muy unidos. Aún somos amigos. Mis otras relaciones son las que me arruinaron, no esta."
En agosto de 2016, se hizo público que estaba esperando su primer hijo con su novio Leyman Lahcine, y dio a luz en diciembre de 2016.
El 24 de septiembre de 2020 anunció en redes sociales que estaba embarazada por segunda vez, tras su sexta fertilización in vitro. Su segundo hijo nació en febrero de 2021.

## Carrera televisiva y cinematográfica
En 2007, Faith apareció en un episodio del drama policial de la BBC HolbyBlue que retrata a un ladrón. También fue elegida como Andrea en St Trinian's en 2007. Faith también fue elegida en The Imaginarium of Doctor Parnassus de Terry Gilliam como Sally, la novia del Diablo (interpretada por Tom Waits) en 2009. También apareció en la película de terror Dread como Clara Thornhill. Más tarde protagonizó la serie Coming Up de Channel 4 y el cortometraje A Nice Touch. De obtener el papel, ella dijo: "No creo que supieran que era actriz. Fui a una audición y me dijeron que les gustaba mi interpretación del personaje y dije: 'Solo estoy siendo yo misma'.  En 2013, apareció como la artista de cabaret Georgia, en una adaptación televisiva de Blandings de PG Wodehouse (episodio" The Crime Wave at Blandings ") en la BBC. 
En 2015 apareció como ella misma en Paolo Sorrentino's Youth. Más tarde ese año, Faith también apareció como Tinker Bell en la película de televisión Peter & Wendy, basada en la novela de J. M. Barrie Peter Pan.
En 2016, Faith se convirtió en jueza en The Voice UK. Ella permaneció en el panel durante una serie, debido a su embarazo. En 2017, Faith cantó con Grace Davies en la canción original de Grace, "Roots", en "The X Factor". En 2018, Faith fue elegida como Bet Sykes, la villana principal en la serie de Epix Pennyworth, una precuela de Batman.
En el 2020 también formó parte de The Voice UK pero en su versión niños The Voice Kids UK ganándose al público muy rápidamente, la serie fue estrenada en julio y su último capítulo fue el 29 de agosto de 2020.

## Discografía

### Álbumes de estudio
- 2009: Do You Want The Truth Or Something Beautiful?
- 2012: Fall To Grace
- 2014:  A Perfect Contradiction
- 2017: The Architect
- 2020: Infinite Things
- 2024: The Glorification Of Sadness[13]

| Título                                        | Detalles del Álbum                                                                                | Posicionamientos principales | Posicionamientos principales | Posicionamientos principales | Posicionamientos principales | Posicionamientos principales | Posicionamientos principales | Posicionamientos principales | Posicionamientos principales | Posicionamientos principales | Posicionamientos principales | Certificationes                 | Ventas        |
| Título                                        | Detalles del Álbum                                                                                | UK                           | AUS                          | FIN                          | IRE                          | NLD                          | NZ                           | SWI                          | SCO                          | US                           | US Heat.                     | Certificationes                 | Ventas        |
| --------------------------------------------- | ------------------------------------------------------------------------------------------------- | ---------------------------- | ---------------------------- | ---------------------------- | ---------------------------- | ---------------------------- | ---------------------------- | ---------------------------- | ---------------------------- | ---------------------------- | ---------------------------- | ------------------------------- | ------------- |
| Do You Want the Truth or Something Beautiful? | - Publicado: 28 de septiembre del 2009 - Sello: Epic Records - Formatos: CD, descarga digital, LP | 9                            | —                            | 33                           | 26                           | 50                           | —                            | 37                           | 12                           | —                            | —                            | - BPI: 2× Platinum              | - UK: 742,768 |
| 'Fall to Grace                                | - Publicado: 28 de mayo del 2012 - Sello: RCA Records - Formatos: CD, descarga digital, LP        | 2                            | 49                           | 44                           | 10                           | —                            | 15                           | 36                           | 1                            | 170                          | 2                            | - BPI: 2× Platinum              | - UK: 713,739 |
| 'A Perfect Contradiction                      | - Publicado: 10 de marzo del 2014 - Sello: RCA Records - Formatos: CD, descarga digital, LP       | 2                            | 4                            | —                            | 8                            | 41                           | 9                            | 91                           | 2                            | 176                          | 6                            | - BPI: 2× Platinum - ARIA: Gold | - UK: 767,128 |
| The Architect                                 | - Publicado: 17 de noviembre de 2017 - Sello: Sony - Formatos: CD, descarga digital, LP           | 1                            | 57                           | —                            | 18                           | —                            | —                            | —                            | 1                            | —                            | 22                           | - BPI: Platinum                 | - UK: 500,000 |
| Infinite Things                               | - Publicado: 13 de noviembre de 2020 - Sello: Sony - Formatos: CD, descarga digital, LP           | 4                            |                              |                              |                              |                              |                              |                              | 5                            |                              |                              | - BPI: Silver                   | - UK: 60.000  |
| The Glorification Of Sadness                  | - Publicado: 16 de febrero de 2024 - Sello: RCA, Sony - Formatos: CD, descarga digital, LP        |                              |                              |                              |                              |                              |                              |                              |                              |                              |                              |                                 |               |

### Sencillos
| Año  | Título                                          | Posiciones | Posiciones | Posiciones | Posiciones | Posiciones | Posiciones | Posiciones | Posiciones | Posiciones | Certificaciones                             | Album                                         |
| Año  | Título                                          | R.U.       | ALE        | AUS        | FIN        | IRL        | HOL        | NZ         | SUE        | SUI        | Certificaciones                             | Album                                         |
| 2009 | «Stone Cold Sober»                              | 17         | 70         | —          | —          | —          | 84         | 30         | —          | 36         |                                             | Do You Want the Truth or Something Beautiful? |
| 2009 | «New York»                                      | 15         | 54         | —          | 8          | 12         | —          | —          | 38         | 15         | - R.U.: Plata                               | Do You Want the Truth or Something Beautiful? |
| 2009 | «Do You Want the Truth or Something Beautiful?» | 64         | —          | —          | —          | —          | —          | —          | —          | —          |                                             | Do You Want the Truth or Something Beautiful? |
| 2010 | «Upside Down»                                   | 55         | —          | —          | —          | —          | —          | —          | —          | —          |                                             | Do You Want the Truth or Something Beautiful? |
| 2010 | «New York»(con Ghostface Killah)                | 44         | —          | —          | —          | —          | —          | —          | —          | —          |                                             | Do You Want the Truth or Something Beautiful? |
| 2010 | «Smoke & Mirrors»                               | 140        | —          | —          | —          | —          | —          | —          | —          | —          |                                             | Do You Want the Truth or Something Beautiful? |
| 2012 | «Picking Up the Pieces»                         | 7          | —          | —          | —          | 13         | —          | 30         | —          | —          | - R.U.: Plata                               | Fall to Grace                                 |
| 2012 | «30 Minute Love Affair»                         | 50         | —          | —          | —          | —          | —          | —          | —          | —          |                                             | Fall to Grace                                 |
| 2012 | «Never Tear Us Apart»                           | 16         | —          | —          | —          | 42         | —          | —          | —          | —          |                                             | Fall to Grace                                 |
| 2012 | «Just Be»                                       | 66         | —          | —          | —          | —          | —          | —          | —          | —          |                                             | Fall to Grace                                 |
| 2013 | «Black & Blue»                                  | —          | —          | —          | —          | —          | —          | —          | —          | —          |                                             | Fall to Grace                                 |
| 2014 | «Can't Rely on You»                             | 10         | —          | 64         | 21         | 5          | 53         | 34         | —          | —          |                                             | A Perfect Contradiction                       |
| 2014 | «Only Love Can Hurt Like This»                  | 6          | —          | 1          | —          | 26         | —          | 3          | —          | —          | - AUS: 3× Platino - NZ: Platino - R.U.: Oro | A Perfect Contradiction                       |
| 2014 | Trouble with My Baby                            | —          | —          | —          | —          | —          | —          | —          | —          | —          |                                             | A Perfect Contradiction                       |
| 2014 | Ready for the Good Life                         | 68         | —          | —          | —          | —          | —          | —          | —          | —          |                                             | A Perfect Contradiction                       |
| 2015 | Leave While I'm Not Looking                     | —          | —          | —          | —          | —          | —          | —          | —          | —          |                                             | A Perfect Contradiction                       |
| 2015 | Beauty Remains                                  | —          | —          | —          | —          | —          | —          | —          | —          | —          |                                             | A Perfect Contradiction                       |
| 2017 | "Crybaby"                                       | 36         | —          | —          | —          | —          | —          | —          | —          | —          | BPI: Plata                                  | The Architect                                 |
| 2017 | "Guilty                                         |            | —          | —          | —          | —          | —          | —          | —          | —          |                                             | The Architect                                 |
| 2018 | Til I'm Done                                    | 95         | —          | —          | —          | —          | —          | —          | —          | —          |                                             | The Architect                                 |
| 2018 | "Lullaby" (with Sigala)                         | 6          | —          | —          | —          | 8          | —          | —          | —          | 52         | - BPI: Platino - ZPAV: Platino              | The Architect                                 |
| 2018 | Make Your Own Kind of Music                     | 28         | —          | —          | —          | —          | —          | —          | —          | —          | BPI: ORO                                    | The Architect                                 |
| 2018 | Warrior                                         | —          | —          | —          | —          | —          | —          | —          | —          | —          |                                             | The Architect                                 |
| 2018 | Loyal                                           | —          | —          | —          | —          | —          | —          | —          | —          | —          |                                             | The Architect                                 |
| 2019 | I've Gotta Be Me                                | —          | —          | —          | —          | —          | —          | —          | —          | —          |                                             | TBA                                           |
| 2020 | Mistakes with Jonas Blue                        | _          | _          | _          | _          | _          | _          | _          | _          | _          |                                             | TBA                                           |
| 2020 | Better Than This                                | _          | _          | _          | _          | _          | _          | _          | _          | _          |                                             | Infinite Things                               |
| 2020 | Gold                                            | _          | _          | _          | _          | _          | _          | _          | _          | _          |                                             | Infinite Things                               |
| 2021 | Monster                                         | _          | _          | _          | _          | _          | _          | _          | _          | _          |                                             | Infinite Things                               |
| 2023 | How You Leave A Man                             |            |            |            |            |            |            |            |            |            |                                             | The Glorification Of Sadness                  |
| 2023 | Bad Woman                                       |            |            |            |            |            |            |            |            |            |                                             | The Glorification Of Sadness                  |

### Sencillos Promocionales
| Título                                      | Año  | Album           | Posición |
| ------------------------------------------- | ---- | --------------- | -------- |
| "Falling Down"                              | 2020 | Infinite Things | _        |
| "Last Night on Earth"                       | 2020 | Infinite Things | _        |
| "Christmas Prayer" (junto a Gregory Porter) | 2020 | Infinite Things | _        |

### Colaboraciones y apariciones
| Año  | Título                                                           | Artista                                                                   | Álbum                                                                         |
| ---- | ---------------------------------------------------------------- | ------------------------------------------------------------------------- | ----------------------------------------------------------------------------- |
| 2009 | «It's Christmas (And I Hate You)»                                | Josh Weller, Paloma Faith, The Arctic Circle Ensemble & The Puffin Voices | That Fuzzy Feeling EP                                                         |
| 2009 | «What's a Girl Gotta Do»                                         | Basement Jaxx                                                             | Scars                                                                         |
| 2010 | «Lola»                                                           | Ray Davies                                                                | See My Friends                                                                |
| 2010 | «I Put a Spell on You»                                           | Shane MacGowan con amigos                                                 | Sencillo con fines benéficos para las víctimas del Terremoto de Haití de 2010 |
| 2010 | «Keep Moving»                                                    | Adam Deacon & Bashy                                                       | Banda sonora de 4.3.2.1                                                       |
| 2011 | «Hard Times» (con Elton John y Paloma Faith)                     | Plan B                                                                    | The Defamation of Strickland Banks                                            |
| 2011 | «Desire»                                                         | Paloma Faith, Graham Coxon & Bill Ryder-Jones                             | Sencillo promocional para la campaña de Converse                              |
| 2012 | «He Ain't Heavy, He's My Brother»                                | formando parte de The Justice Collective                                  | Sencillo con fines benéficos                                                  |
| 2012 | «Heart & Sole»                                                   | Mikill Pane                                                               | You Guest It EP                                                               |
| 2013 | «Lost Ones»                                                      | Tinie Tempah                                                              | Demonstration                                                                 |
| 2014 | «Changing»                                                       | Sigma                                                                     | Nobody To Love                                                                |
| 2014 | «Diamonds Are a Girl's Best Friend»                              | Shirley Bassey                                                            | Hello Like Before                                                             |
| 2014 | «You're so Sad»                                                  | Nervous Nellie                                                            | Where the Nightmare Gets In                                                   |
| 2015 | "Circus of Your Mind"                                            | Finding Neverland (album)                                                 | Finding Neverland (album)                                                     |
| 2015 | "World in Union"                                                 | World In Union: Rugby World Cup 2015, The Official Album                  | World In Union: Rugby World Cup 2015, The Official Album                      |
| 2016 | Ad occhi chiusi (Light in You)" (Marco Mengoni ft. Paloma Faith) | Marco Mengoni                                                             | Marco Mengoni Live                                                            |
| 2019 | "Moving Too Fast" (DJ Spoony feat. Paloma Faith)                 | DJ Spoony                                                                 | Garage Classical                                                              |
| 2021 | "Blessings"                                                      | Diane Warren                                                              | DIANE WARREN: The Cave Sessions VOL. 1                                        |

Notas:

## Premios y nominación
| Year | Premio                            | Categoría                                                   | Trabajo                                          | Resultado |
| ---- | --------------------------------- | ----------------------------------------------------------- | ------------------------------------------------ | --------- |
| 2009 | ATC Hitz Awards                   | Mejor nueva cantante femenina                               | Herself                                          | Nominada  |
| 2010 | Clothes Show Style Awards         | La mejor vestida del año                                    | Herself                                          | Nominada  |
| 2011 | Brit Awards                       | Artista solista británico                                   | Herself                                          | Nominada  |
| 2011 | ASCAP Awards                      | ASCAP College Award                                         | Do You Want the Truth or Something Beautiful?    | Ganadora  |
| 2011 | MPG Awards                        | UK Single of the Year 2010                                  | Do You Want the Truth or Something Beautiful?    | Nominada  |
| 2011 | UK Music Video Awards             | Best Styling in a Video                                     | "Smoke & Mirrors"                                | Nominada  |
| 2012 | UK Music Video Awards             | Mejor video pop                                             | "Picking Up the Pieces"                          | Nominada  |
| 2012 | 4Music Video Honours              | Mejor Video                                                 | "Picking Up the Pieces"                          | Nominada  |
| 2013 | MPG Awards                        | UK Single Song Release of the Year                          | "Picking Up the Pieces"                          | Nominada  |
| 2013 | MPG Awards                        | UK Album of the Year                                        | Fall to Grace                                    | Nominada  |
| 2013 | Brit Awards                       | MasterCard British Album of the Year                        | Fall to Grace                                    | Nominada  |
| 2013 | Brit Awards                       | Artista solista británico                                   | Herself                                          | Nominada  |
| 2013 | Cosmopolitan Ultimate Women Award | Cosmopolitan's Style Icon                                   | Herself                                          | Ganadora  |
| 2014 | MP3 Music Awards                  | The JSB Award                                               | "Only Love Can Hurt Like This"                   | Nominada  |
| 2014 | MP3 Music Awards                  | The HDT Award                                               | "Changing" with Sigma                            | Ganadora  |
| 2014 | Urban Music Awards                | Best Music Video                                            | "Can't Rely on You"                              | Nominada  |
| 2014 | UK Music Video Awards             | Best Video Artist                                           | Herself                                          | Nominada  |
| 2014 | UK Music Video Awards             | Best Colour Grade in a Video                                | "Can't Rely on You"                              | Nominada  |
| 2014 | UK Music Video Awards             | Best Colour Grade in a Video                                | "Only Love Can Hurt Like This"                   | Ganadora  |
| 2014 | Xperia Access Q Awards            | Best Video                                                  | "Only Love Can Hurt Like This"                   | Nominada  |
| 2014 | World Music Awards                | World's Best Album                                          | Fall to Grace                                    | Nominada  |
| 2014 | Pro Sound Awards                  | Best Recording Production                                   | A Perfect Contradiction                          | Ganadora  |
| 2014 | O2 Silver Clef Awards             | Best British Act Award                                      | Herself                                          | Ganadora  |
| 2014 | Attitude Awards                   | Music Gong                                                  | Herself                                          | Ganadora  |
| 2014 | Glamour Awards                    | Best Solo UK Artist                                         | Herself                                          | Ganadora  |
| 2015 | Brit Awards                       | Artista solista británico                                   | Herself                                          | Ganadora  |
| 2015 | International Dance Music Awards  | Best Dubstep/Drum & Bass Track                              | "Changing" with Sigma                            | Nominada  |
| 2018 | Global Awards                     | Best Female                                                 | Herself                                          | Nominada  |
| 2018 | Global Awards                     | Best Appeal                                                 | Herself                                          | Nominada  |
| 2018 | Global Awards                     | Best British Artist or Group                                | Herself                                          | Nominada  |
| 2018 | Brit Awards                       | British Female Solo Artist                                  | Herself                                          | Nominada  |
| 2018 | Music Week Awards                 | Artist Marketing Champaign                                  | Herself                                          | Nominada  |
| 2018 | Webby Awards                      | Celebrity/Fan                                               | www.palomafaith.com                              | Nominada  |
| 2019 | Brit Awards                       | British Single of the Year                                  | Lullaby (with Sigala)                            | Nominada  |
| 2019 | Global Awards                     | Mass Appeal Award                                           | Herself                                          | Nominada  |
| 2019 | Music Week Awards                 | Music & Brand Partnership                                   | Herself (with Škoda) Make Your Own Kind of Music | Ganadora  |
| 2019 | UK Music Video Awards             | Best Choreography                                           | Loyal                                            | Nominada  |
| 2019 | UK Music Video Awards             | Best Colour Grading in a Video (Simona Cristea Coffie & TV) | Loyal                                            | Nominada  |
| 2019 | Ibiza Music Video Festival        | Best Colouris (Simona Cristea / Holly Colour)               | Loyal                                            | Nominada  |
|      | D&AD Awards                       | Best Production Design                                      | Loyal                                            | Nominada  |
|      | Clio Awards                       | Music Marketing                                             |                                                  | Nominada  |
| 2020 | UK Music Week Awards              | Music & Brand Partnership                                   | Herself (with Škoda) I've Gotta Be Me            | Nominada  |
| 2020 | Attitude Awards                   | Honorary Gay Award                                          | Hersel                                           | Ganadora  |

## Filmografía
| Actuaciones en películas | Actuaciones en películas            | Actuaciones en películas | Actuaciones en películas |
| Año                      | Nombre                              | Personaje                | Notas                    |
| ------------------------ | ----------------------------------- | ------------------------ | ------------------------ |
| 2007                     | St Trinian's                        | Andrea                   | Actriz debutante         |
| 2009                     | The Imaginarium of Doctor Parnassus | Sally                    |                          |
| 2009                     | Dread                               | Clara Thornhill          |                          |
| 2011                     | A Nice Touch                        |                          |                          |
| 2015                     | Youth                               | Paloma Faith             |                          |
| Personajes en Televisión |                                     |                          |                          |
| Año                      | Nombre                              | Personaje                | Notas                    |
| 2006                     | Mayo                                | Invitada                 |                          |
| 2007                     | HolbyBlue                           | Donna Reynolds           |                          |
| 2009                     | Never Mind the Buzzcocks            | Invitada                 | Series 23, Episode 1     |
| 2010                     | Never Mind the Buzzcocks            | Invitada                 | Series 24, Episode 6     |
| 2010                     | Coming Up: I Don't Care             | Rainy                    |                          |
| 2013                     | Blandings                           | Georgia                  |                          |
| 2019                     | Pennyworth                          | Bet Sykes                | Serie 1                  |
| 2020                     | Pennyworth                          | Bet Sykes                | Serie 2                  |
| 2021                     | Paloma Faith: As I Am               | Documental               | Documental BBC           |
| 2022                     | Pennyworth                          | Bet Sykes                | Serie 3                  |
| 2022                     | Dangerous Liaisons                  | Florence de Regnier      | Serie 1                  |